# After the Bomb
After the Bomb est un jeu de rôle post-apocalyptique créé par Erick Wujcik et édité par Palladium Books en 1986. Initialement, il s'agissait d'une extension pour le jeu Teenage Mutant Ninja Turtles & Other Strangeness. La deuxième édition en a fait un jeu à part entière.

## L'univers
Le jeu se passe sur terre, dans l'avenir.
Les progrès scientifiques ont permis de faire de nombreuses manipulations génétiques.  On a même vu fleurir des « boîtes du petit généticien » (comme il y a des « boîtes du petit chimiste »), permettant a tout le monde de s'amuser avec les manipulations génétiques. Jusqu'au jour où un apprenti sorcier a créé un virus générant des mutations massives.
Les animaux ont donc muté pour s'humaniser, et les humains pour s'animaliser. Cela a entraîné un effondrement des sociétés.
Le monde renaît de ses cendres. Les mutants sont organisés en tribus, parfois en empires. Quelques humains de « souche pure » essaient de conserver la « pureté de l'espèce » en éliminant les mutants (suprémacistes), mais ils sont minoritaires ; c'est le cas de l'Empire de l'humanité. Les savoirs scientifiques sont en grande partie perdus, et les ruines des villes recèlent des « trésors technologiques ».

## Le système de jeu
Le jeu utilise le système Palladium. Les joueurs incarnent des animaux mutants. La création des personnages fait intervenir des points de bioénergie (Bio-E) pour décrire la mutation ; il s'agit d'un système d'avantages et de défauts. Parmi les options proposées :
- avantages : taille (et donc force) plus importante, caractère plus humain (station debout, usage de la parole, apparence humaine…), possibilité de voler (ailes fonctionnelles), armes et armure naturelles ;
- défauts : taille plus petite, membres animaux non fonctionnels et gênants (moignons d'aile, queue), caractère plus animal.

Du fait de la structure sociale, la notion de classe de personnage est un peu plus floue ; elle représente l'environnement social dans lequel le personnage a été élevé (plus ou moins sauvage ou civilisé) et l'apprentissage qu'il a pu suivre plutôt qu'une profession.

## Parutions
- After the Bomb® 1re édition (1986), supplément de TMNT® ;
- After the Bomb® RPG, 2e édition (2001) ;
- Book Two: Road Hogs™ : côte Ouest des États-Unis ;
- Book Three: Mutants Down Under™ : Australie, qui a été envahie par la Malaisie ;
- Book Four: Mutants of the Yucatan™ : péninsule du Yucatan dans le golfe du Mexique ;
- Book Five: Mutants in Avalon™ : Grande-Bretagne ;
- Mutants in Orbit™ (également supplément de TMNT® et de Rifts®).